# Gradišče pri Litiji
Gradišče pri Litiji je naselje v Občini Šmartno pri Litiji.